# Cataglyphis hispanicus
Cataglyphis hispanicus är en myrart som först beskrevs av Carlo Emery 1906.  Cataglyphis hispanicus ingår i släktet Cataglyphis och familjen myror. Inga underarter finns listade.